# 殷勤
殷勤（1962年11月20日—），江苏南通人，中国女子排球运动员，国家队成员。曾获得1985年世界杯女子排球赛冠军、1986年亚洲运动会女子排球比赛冠军。